# بلشون، ادلب
بلشون (به عربی: بلشون) یک روستا در سوریه است که در ناحیه احسم واقع شده‌است. بلشون ۱٬۷۷۵ نفر جمعیت دارد.